# Cantone di Bastelica
Il Cantone di Bastelica era una divisione amministrativa dell'arrondissement di Ajaccio. Conta 3 447 abitanti.
A seguito della riforma approvata con decreto del 24 febbraio 2014, che ha avuto attuazione dopo le elezioni dipartimentali del 2015, è stato soppresso.
I 5 comuni facenti parte prima della riforma del 2014 erano:
- Bastelica
- Cauro
- Eccica Suarella
- Ocana
- Tolla